# Sternidius chemsaki
Sternidius chemsaki är en skalbaggsart som beskrevs av Lewis 1977. Sternidius chemsaki ingår i släktet Sternidius och familjen långhorningar. Inga underarter finns listade i Catalogue of Life.